# Elisabeta de Bavaria (1227–1273)
Elisabeta de Bavaria (n. c. 1227, cetatea Trausnitz, Landshut – d. 9 octombrie 1273), membră a dinastiei Wittelsbach, a devenit regină romano-germană prin căsătoria cu Conrad al IV-lea de Hohenstaufen.

## Familia
Elisabeta a fost fiica mai mare a ducelui Otto al II-lea cel Ilustru de Bavaria cu Agnes a Palatinatului. Bunicii săi pe linie maternă au fost Henric al V-lea al Palatinatului și Agnes de Hohenstaufen.

## Căsătorii și copii
Tatăl ei, Otto al II-lea devenise un susținător al împăratului Frederic al II-lea de Hohenstaufen în 1241, după ce inițial se aflaseră în conflict. Alianța lor politică a condus la stabilirea căsătoriei dintre Elisabeta și fiul mai mare al lui Frederic, Conrad, care era și succesor al acestuia. Căsătoria a avut loc în 1 septembrie 1246, în Landshut, locul ei de naștere.
Elisabeta și Conrad au avut un singur fiu:
- Conradin (n. 25 martie 1252 – d. 29 octombrie 1268).

Socrul ei, Frederic al II-lea, a murit în 13 decembrie 1250, într-un moment în care era implicat încă într-un război cu papa Inocențiu al IV-lea și cu aliații acestuia. Conrad al IV-lea va continua războiul antipapal până la moartea sa, datorată malariei, la Lavello în provincia Basilicata la 21 mai 1254.
Elisabeta a rămas văduvă vreme de cinci ani. Apoi s-a recăsătorit pe 6 octombrie 1259 cu cel de al doilea soț, Meinhard al II-lea, conte de Gorizia-Tirol, care a devenit ulterior duce de Carintia. Ei au avut șase copii:
- Elisabeta (n. 1262–d. 1312), căsătorită cu ducele Albert I (n. 1248–d. 1308), devenită regină a romanilor în 1298;
- Otto al III-lea (d. 1310), duce de Carintia (1295-1310);
- Albert al II-lea (d. 1292), căsătorit cu Agnes de Hohenberg (d. 1293), fiica lui Albert de Hohenberg și nepoata regelui Rudolf I;
- Ludovic (d. 1305), duce de Carintia (1295-1305);
- Henric (n. c. 1270–d. 1335), rege al Boemiei (1306 și 1307–1310), duce de Carintia 1295–1335, conte de Tirol;
- Agnes (d. 1293), căsătorită cu margraful Frederic I de Meissen (n. 1257–d. 1323), nepot al împăratului Frederic al II-lea.